# Stenolis decemguttata
Stenolis decemguttata là một loài bọ cánh cứng trong họ Cerambycidae.